# Он бежал всю дорогу
«Он бежал всю дорогу» (англ. He Ran All the Way) — фильм нуар режиссёра Джона Берри, который вышел на экраны в 1951 году.
Фильм поставлен по роману Сэма Росса и рассказывает о мелком преступнике (Джон Гарфилд), который после ограбления, в ходе которого был убит полицейский, скрывается в квартире рабочей семьи, удерживая её членов в качестве заложников.
Картина относится к категории фильмов нуар, в центре которых находится тема захвата заложников. К этой же категории относятся такие ленты, как «Окаменелый лес» (1936), «Ки-Ларго» (1948), «Тёмное прошлое» (1948), «Доля секунды» (1953) и «Часы отчаяния» (1955).
Основные создатели фильма — сценаристы Далтон Трамбо и Хьюго Батлер, режиссёр Джон Берри и исполнитель главной роли Джон Гарфилд — в момент работы над фильмом были включены в чёрные списки Голливуда и вскоре лишились возможности работать в американском кино на многие годы. Трамбо отбывал 11-месячное тюремное заключение за неуважение к суду, после чего, как и Батлер, уехал работать в Мексику, в то время как продюсер фильма Боб Робертс и Берри перебрались в Европу. Актёр Джон Гарфилд умер менее чем через год после выхода фильма на экраны в возрасте 39 лет. Это был последний фильм в его карьере.

## Сюжет
Молодого мужчину Ника Роби (Джон Гарфилд) в его комнате будит недовольная мать (Глэдис Джордж), даёт ему пощёчину и выгоняет на улицу искать работу. Ник незаметно для неё берёт спрятанный пистолет и кладёт его в карман. На улице Ника поджидает его дружок Эл Молин (Норман Ллойд), мелкий преступник, который уговаривает Ника пойти на ограбление. Несмотря на внутреннее сопротивление, Ник всё-таки соглашается. Они незаметно пробираются на склады железнодорожного депо, где в укромном месте поджидают кассира, который привёз сотрудникам зарплату. В соответствии с планом Ник бьёт кассира рукояткой пистолета по голове, и тот падает без сознания. Грабители выхватывают из его рук чемодан с деньгами и пытаются бежать, однако в воротах депо натыкаются на полицейского, который начинает их преследовать. В ходе погони со стрельбой полицейский тяжело ранит Эла, но Ник с портфелем ответным выстрелом тяжело ранит полицейского, после чего выбегает за территорию депо и пытается смешаться с толпой. Чтобы избавиться от возможного преследования полиции, Ник проходит в общественный плавательный бассейн, где в кабинке раздевалки вскрывает портфель, перекладывает деньги в карманы пиджака, а от самого портфеля избавляется. В бассейне он знакомится с молодой скромной девушкой Пег Доббс (Шелли Уинтерс), и помогает ей научиться плавать. Выйдя из бассейна, чтобы избежать внимания полиции, Ник вызывается проводить Пег домой на такси.
Ник довозит Пег до её многоквартирного дома, после чего девушка приглашает его зайти в квартиру, где знакомит со своей семьёй — отцом мистером Доббсом (Уоллес Форд), матерью миссис Доббс (Селена Ройл) и младшим братом Томми (Бобби Хайатт). Семья вскоре уходит в кино, и Ник остаётся в квартире с Пег наедине. Сначала Пег включает радиоприёмник, и приглашает Ника потанцевать, однако тот слишком скован, и вскоре бросает танец и сообщает Пег, что он в большой беде. Когда родители и Томми возвращаются домой, нервный Ник подозревает, что они уже знают о том, кто он такой, и, направив оружие на Пег, сознаётся в том, что он ограбил депо и стрелял в полицейского. Однако мистер Доббс говорит, что пока установлена только личность убитого Молина, а про Ника ничего не известно. Чтобы не угодить в руки полиции, Ник решает остаться в доме Доббсов на ночь.
Утром мистер Доббс, получив газету с крупной фотографией Ника на первой странице и заголовком, что он застрелил полицейского, показывает её жене, а затем пытается спрятать. Однако Ник замечает это, и, понимая, что теперь точно не сможет некоторое время появляться на улице, решает остаться в квартире ещё на один день. Он разрешает всем членам семьи отправиться в город по своим делам, оставив дома миссис Доббс в качестве заложницы. Во время обеденного перерыва в пекарне, где Пег работает упаковщицей, она возвращается домой, чтобы уговорить Ника уйти, если действительно понравилась ему. Однако Ник зло отвечает, что проявил к ней в бассейне интерес исключительно потому, чтобы с её помощью вырваться из возможного оцепления полиции. Пег возвращается в пекарню, куда приходит мистер Доббс, требующий, чтобы она не возвращалась вечером домой, а осталась у подруги. На работе подруга советует Пег, что если та отбросит свою стеснительность и приукрасится, то сможет заставить мужчину сделать для неё всё, что угодно.
Когда Пег задерживается на работе, миссис Доббс говорит Нику, что доверяет своей дочери. Ник говорит, что он нравится Пег, после чего миссис Доббс, очевидно, от большого волнения прокалывает себе руку иглой работающей швейной машинки и теряет сознание. Ник бережно поднимает её и укладывает на диван. На улице около дома мистер Доббс видит Тони, который боится зайти в квартиру. Когда они заходят вместе, то видят, что Ник купил большую индейку и собирается угостить всех праздничным ужином. Однако мистер Доббс не разрешает членам своей семьи прикасаться к еде Ника и просит жену подать то, что приготовила она. Ника это приводит в ярость, и он стреляет в стену из пистолета, угрозами заставляя каждого взять себе по куску индейки. Однако настроение у Ника портится, он теряет аппетит и упрекает семью в том, что они не хотят предоставить ему временное укрытие, «которое бы они предоставили бы даже уличному коту». Значительно позднее ночью Пег возвращается домой в эффектном праздничном платье и со специально сделанной причёской, чем мгновенно вызывает интерес Ника. Он целует её и спрашивает, готова ли она бежать вместе с ним, на что Пег отвечает, что любит его и готова пойти с ним «до самого конца». Ник даёт ей денег и просит утром пойти и купить хорошую дорогую машину, на которой они уедут из города.
На следующее утро Ник заводит разговор с мистером Доббсом о том, чего тот хочет от жизни. На слова главы семьи, что он хочет покоя, Ник отвечает, что хочет прежде всего денег. Затем он говорит мистеру Доббсу, что собирается сегодня уехать вместе с Пег. После этих слов Доббс набрасывается на Ника, начинается драка, в ходе которой Нику удаётся обуздать отца Пег и заверить его, что он не желает их семье ничего плохого. В этот момент Пег входит в квартиру, видя, что между мужчинами произошла драка. Она говорит Нику, что купила машину, но из-за небольших проблем с проводкой её доставят через несколько часов. В этот момент Доббс выскакивает из квартиры, оставляя Пег наедине с Ником. На лестнице он встречает жену и сына, говоря, что Ник собирается увезти Пег с собой, и потому пора начать действовать. Миссис Доббс вместе с Томми приходят в полицию и заявляют, что Ник скрывается в их квартире.
В квартире Пег подтверждает Нику, что любит его, но при этом заметно, что она и боится его. Нервное состояние Пег передаётся Нику, и им овладевает паранойя. Он вдруг решает, что Пег не покупала машину, а вместо этого донесла на него в полицию. Ник требует показать квитанцию на покупку, и не найдя её в сумочке, угрожая оружием, грубо тащит её вниз по лестнице, истерически обвиняя её в том, что она его обманула. Когда они спускаются в вестибюль, мистер Доббс с улицы стреляет в Ника сквозь стеклянную дверь. Ник роняет пистолет, которой отлетает в сторону Пег, а сам укрывается от выстрелов за стеной. Опасаясь выйти из укрытия, Ник требует, чтобы Пег подняла и передала ему оружие. Пег поднимает пистолет, и когда Ник надвигается на неё, стреляет в него в упор. Раненый Ник неуверенно выходит на улицу, где видит только что припарковавшийся у дома лимузин, который купила Пег. Ник доползает до автомобиля, прикасается к нему рукой и падает замертво. Мистер Доббс прижимает к себе свою дочь.

## В ролях
- Джон Гарфилд — Ник Роби
- Шелли Уинтерс — Пег Доббс
- Уоллес Форд — мистер Доббс
- Селена Ройл — миссис Доббс
- Глэдис Джордж — миссис Роби
- Норман Ллойд — Эл Молин
- Бобби Хайатт — Томми Доббс
- Кит Хетерингтон — капитан детективов
- Роберт Карнс — лейтенант полиции

## Создатели фильма и исполнители главных ролей
Боб Робертс до этой картины был продюсером двух признанных социальных нуаров — «Тело и душа» (1947) и «Сила зла» (1948) — в обоих фильмах главную роль сыграл Джон Гарфилд. Сценарист Далтон Трамбо номинировался на Оскар за мелодраму «Китти Фойл» (1940), а позднее дважды получал Оскары за комедию «Римские каникулы» (1953) и семейную драму «Отважный» (1956). Ввиду того, что в первой половине 1950-х годов Трамбо был включён в чёрный список Голливуда и не мог работать под своим именем, сценаристами обоих фильмов были указаны другие люди, однако позднее авторство Трамбо в обоих случаях было официально признано. В 1971 году военная драма «Джонни взял ружьё» (1971), где Трамбо выступил в качестве как сценариста, так и режиссёра, завоевала Гран-при Каннского кинофестиваля. К числу других наиболее значимых фильмов по сценариям Трамбо относятся военная драма «Тридцать секунд над Токио» (1944), фильмы нуар «Гангстер» (1947), «Без ума от оружия» (1950), «Вор» (1951) и «Братья Рико» (1957), а позднее — историческая драма «Спартак» (1960), вестерн «Одинокие отважны» (1962) и тюремная драма «Мотылёк» (1973).
Режиссёр Джон Берри снял в общей сложности 22 картины, из которых наиболее успешными считаются фильм нуар «Напряжённость» (1949) и романтическая комедия «Клодин» (1974). К числу популярных фильмов Берри относятся также криминальная мелодрама «Казбах» (1948), мелодрама «С этого дня» (1946) и комедия «Атолл К» (1951).
Джон Гарфилд дважды номинировался на Оскар: в 1939 году за роль второго плана в музыкальной мелодраме «Четыре дочери» (1938), и в 1948 году — за главную роль в боксёрском фильме нуар «Тело и душа» (1947). Кроме того, Гарфилд снялся в целой серии удачных фильмов нуар, среди них «Пыль, будь моей судьбой» (1939), «Падший воробей» (1943), «Никто не живёт вечно» (1946), «Почтальон всегда звонит дважды» (1946), «Джентльменское соглашение» (1947) и «Переломный момент» (1950). Шелли Уинтерс дважды номинировалась на Оскар: в 1952 году за главную роль в фильме «Место под солнцем» (1951) и в 1973 годы за роль второго плана в фильме «Приключение «Посейдона»» (1972). Она также дважды получала Оскары за роли второго плана в фильмах «Дневник Анны Франк» (1959) и «Клочок синевы» (1965). Уинтерс также известна по ролям в таких значимых фильмах, как вестерн «Винчестер 73» (1950), нуаровая мелодрама «Ночь охотника» (1955) и драма «Лолита» (1962). В жанре нуар она сыграла, в частности, в таких фильмах, как «Двойная жизнь» (1947), «Кража» (1948), «Плач большого города» (1948), «Звонок от незнакомца» (1952), «Большой нож» (1955) и «Ставки на завтра» (1959).

## Влияние чёрного списка Голливуда на судьбу создателей фильма
Боб Робертс перед этой картиной был продюсером таких признанных нуаров социально-политической направленности, как «Тело и душа» (1947) режиссёра Роберта Россена и «Сила зла» (1948) Абрахама Полонски. Оба режиссёра в скором времени оказались в голливудском чёрном списке. В момент работы над этим фильмом актёр Джон Гарфилд, режиссёр Джон Берри и оба сценариста — Хьюго Батлер и Далтон Трамбо — также были внесены в чёрные списки Голливуда за отказ сотрудничать с Комиссией Конгресса США по расследованию антиамериканской деятельности. На самом деле в 1950 году Трамбо уже отбывал 11-месячный тюремный срок в тюрьме штата Кентукки за неуважение к суду наряду с другими членами «голливудской десятки». По этой причине имя Трамбо не было указано в титрах фильма на момент его выхода на экраны, и было официально восстановлено в титрах благодаря усилиям Гильдии сценаристов Америки лишь в 2000 году. Из состава творческой группы в чёрный список были внесены также бывшая бродвейская звезда Селена Ройл и характерный актёр Норман Ллойд.
Продюсер фильма Боб Робертс вскоре после этого фильма фактически бежал от преследования Комиссии по антиамериканской деятельности в Англию, а режиссёр Берри уехал работать во Францию. Оба сценариста уехали в Мексику, где Батлер стал сотрудничать с Луисом Бунюэлем, а Трамбо стал писать сценарии для голливудских фильмов, которые продавал, используя имена знакомых авторов, которые служили ему прикрытием. Для Гарфилда фильм оказался последним, он умер от инфаркта год спустя, частично это было связано с тем психологическим напряжением, которое он испытывал из-за обвинений в симпатиях к коммунистам и внесения в чёрные списки Голливуда.

## История создания фильма
Согласно информации журнала «Голливуд репортер» от 24 мая 1950 года, права на экранизацию романа «Он бежал всю дорогу» у его автора Сэма Росса в 1947 году купила киностудия «Либерти филмс», планируя поручить постановку фильма режиссёру Джорджу Стивенсу. Однако в 1950 году продюсер Боб Робертс из «Робертс продакшнс» выкупил права у «Либерти».
Первоначально Администрация производственного кодекса возражала против «чрезмерной жестокости», которую демонстрирует персонаж «Ник Роби» и запретила показ убийства преступниками полицейского. В итоге сцена, в которой полицейского должны были застрелить, была заменена на его ранение в момент преступления. Некоторые из наиболее жестоких сцен фильма были также изменены.
Натурные съёмки проводились в общественном бассейне «Пландж» и в прибрежном парке развлечений «Пайк» в Лонг-Бич, Калифорния.

## Оценка фильма критикой

### Общая оценка фильма
Как пишет киновед Джефф Стаффорд, «к сожалению, фильм так и не добился заслуженного признания после выхода на экраны в 1951 году». Так, кинообозреватель Босли Кроутер в «Нью-Йорк таймс» посчитал крайне маловероятными представленные в нём события, в частности, отметив, что «этот старательно пугающий фильм поначалу вызывает чувство шока и мрачного возбуждения, но вскоре принимает совершенно надуманный вид, когда выкладывает все свои допущения».
Однако, отмечает Стаффорд, «с годами репутация фильма существенно выросла, не только по причине отличной актёрской игры, точному острому диалогу и стильной постановочной работе, но и благодаря атмосферической операторской работе Джеймса Вонга Хау и мрачной музыке Франца Ваксмана». Так, Спенсер Селби назвал картину «мрачным и мощным нуаром, который стал последним фильмом Гарфилда перед его преждевременной смертью», а Майкл Кини оценил его, как «потрясающий фильм с великолепной игрой Гарфилда, которая обозначила конец его слишком короткой карьеры». Стаффорд охарактеризовал картину как «напряжённый клаустрофобический триллер, который сегодня остаётся относительно безвестным. Фильм является почти идеальным примером жанра со своим обречённым главным героем, неприукрашенной, суровой городской средой и общей бессмысленностью и паранойей происходящего. И во многих смыслах чувство паранойи, которое пронизывает каждый кадр фильма, вполне реально». Брюс Эдер добавляет, что «как и более ранние фильмы продюсера Боба Робертса, этот фильм по ходу повествования охватывает множество социальных и психологических тем, хотя внешне всё выглядит как история, ориентированная на экшн».
Как и многие киноведы, Алан Силвер отметил, что «это был первый фильм, в котором использован сюжет о семье, которую в своём собственном доме удерживает опасный преступник. По настроению он сходен с „Часами отчаяния“ (1955) Уильяма Уайлера, но вместо семьи среднего класса, взятой в заложники группой мало вменяемых и жестоких уголовников, сбежавших их тюрьмы, в этом фильме убийца и семья являются выходцами приблизительно из одного социального слоя, что вносит свою интересную неопределённость в их взаимоотношения» .

### Оценка сюжета и личности главного героя
Кроутер считает надуманным посылку фильма о том, что «преступник мог настолько запугать членов семьи, что они будут молчать о его присутствии даже тогда, когда выходят из дома… приём всегда оставлять одного заложника дома остаётся не достаточно сильным, чтобы обеспечить достоверность молчаливому подчинению членов семьи в тот момент, когда они находятся вне дома». Кроутеру кажется маловероятным и то обстоятельство, что молодая девушка так быстро влюбляется в этого опасного человека, который обманом проникает в дом её семьи. С другой стороны, по мнению Силвера, «Гарфилд в роли Ника производит скорее впечатление раненого зверя, чем хладнокровного убийцы. Человек, которому отказано в собственной семье, он пытается стать частью этой семьи». Силвер полагает, что «фильм постоянно подчёркивает, насколько Ник схож со своими заложниками, и насколько одинаково они видят происходящее. При других обстоятельствах они вполне могли бы быть на одной стороне». И это «позволяет поверить в отношения между Ником и Пег. Однако в решающей сцене, где Пег должна сделать выбор между своим отцом и своим возлюбленным, мораль не оставляет ей выбора, и она убивает преступника».

### Оценка работы режиссёра и творческой группы
Кроутер отметил, что «Хьюго Батлер и Гай Эндор (за именем этого автора скрывался Далтон Трамбо) написали шокирующий сценарий по горькому роману Сэма Росса, на котором и основан фильм. Начиная с первой сцены, в которой герой получает резкую пощёчину от собственной ненавидящей его матери, через неудачное ограбление и последующую попытку скрыться, жестокость проявляет себя раз за разом. Сильная постановка Джона Берри построена таким образом, чтобы подчеркнуть шоковую атмосферу, а музыка Франца Ваксмана и звуковые эффекты усиливают соответствующую кокофонию». Эдер обратил внимание на первоклассную операторскую работу Джеймса Вонга Хау, которая наполнена «великолепными пугающими тенями, искажёнными ракурсами и неотразимыми крупными планами, а музыка Франца Ваксмана удивительно изобретательна».

### Оценка актёрской игры
Критики высоко оценили игру всех актёров фильма, особенно выделив работу Гарфилда в главной роли. В частности, Кини указал, что «весь актёрский состав чудесен, в котором (помимо выдающейся игры Гарфилда) особой похвалы заслуживают Уинтерс и молодой Хайатт». Кроутер считает, что «суровая игра Гарфилда полна потрясающего блеска от начала и до конца. Он создаёт образ странного и проблемного существа, которое не приспособлено к нормальному течению жизни, к восприятию моральных стандартов порядочных людей или первых любовных шагов со стороны хорошей девушки». При этом он исполняет роль с «лёгкой долей иронии и жалости» по отношению к своему персонажу. Обозреватель выделяет также «серьёзную работу Шелли Уинтерс, которая то приближается, то удаляется от Гарфилда и в целом ведёт себя как молодая девушка в беспокойном душевном состоянии». По мнению Шварца, «Гарфилд даёт потрясающую, бросающую в дрожь игру, создавая образ не столько хладнокровного убийцы, сколько человека, которому на протяжении его жизни отказывала во всём как его семья, так и мир вокруг, и который страстно желает найти кого-либо, кому можно доверять в этом холодном мире». Эдер полагает, что «Гарфилд отлично справляется с трудной ролью опасного (и по большей части неприятного) персонажа, проходя по тонкой грани между тем, чтобы, с одной стороны, вызвать к нему отвращение и страх, и, с другой стороны, показать его ранимость и даже вызвать краткие вспышки симпатии». Эдер также отмечает «Уинтерс, которая показывает большую глубину, диапазон и энергию, чем большинство кинолюбителей могло бы ожидать от неё на этой ранней стадии её карьеры, как партнёрша она идеально подходит Гарфилду». При этом остальные актёры (особенно, Ройл и Уоллес Форд) также играют на высоком уровне. Стаффорд вообще считает, что в этом фильме «Уинтерс показала одну из своих лучших работ». Сама актриса признавала, что это «был один из её самых замечательных и важных фильмов, которые она когда-либо сделала».